# The Party (pel·lícula de 2017)
The Party és una pel·lícula britànica de 2017, escrita i dirigida per Sally Potter. És tracta d'una comèdia negra, filmada en blanc i negre, amb un repartiment coral format per Patricia Clarkson, Bruno Ganz, Emily Mortimer, Cherry Jones, Cillian Murphy, Kristin Scott Thomas i Timothy Spall, en la qual una reunió d'amics dona peu a una catarsi moral dels seus personatges i a una sàtira de la societat anglesa. Ha estat doblada al català.
Va ser seleccionat per competir per l'Os d'Or a la secció principal del 67è Festival Internacional de Cinema de Berlín i va ser guardonat amb el Premi Guild Film Prize. La pel·lícula va rebre crítiques positives per part de la crítica.

## Sinopsi
Janet, una política del partit de l'oposició, acaba de ser anunciada com a ministra a l'ombra de salut i celebra una petita festa a casa seva. Estan convidats els seus amics April, amb la seva parella alemanya Gottfried, un entrenador vital i autoproclamat sanador espiritual, la professora d'estudis femenins Martha, amb la seva parella Jinny, un reconeguda xef, i la companya i subordinada de Janet, Marianne, amb el seu marit Tom, un banquer.
Abans que comenci la festa i després que arribin els convidats, el marit de Janet, Bill, s'asseu a la cadira, escoltant música, mirant al buit i bevent vi. Venen tots els convidats, a excepció de Marianne, que Tom diu que arribarà més tard. Tom està extremadament nerviós i es tanca immediatament al bany, on ensuma una mica de cocaïna, examina una pistola que ha portat i s'anima al mirall.
Durant tota la festa, Janet intercanvia trucades i missatges secrets amb un amant desconegut.
Mentre April, que contínuament menysté i insulta Gottfried, brinda amb Janet, Martha i Jinny anuncien que Jinny està embarassada de trigèmins mitjançant fecundació in vitro. Tot seguit, Bill anuncia que el metge li acaba d'informar que està malalt terminal. Gottfried li diu que no es pot creure la medicina moderna i que, en esdevenir espiritual, Bill pot tenir la possibilitat de sobreviure. Bill, un conegut intel·lectual ateu, sembla que vacil·la en el seu compromís amb les seves creences i comença a escoltar Gottfried.
Janet diu que renunciarà a la seva posició de ministra a l'ombra i que es farà càrrec de Bill, però ell anuncia que la deixarà per Marianne, fet que Tom havia sabut aquell mateix dia. Després de consultar Bill, Tom entra al jardí del darrere, on llença la seva arma a la paperera.
Mentre Jinny i Martha parlen del futur i la maternitat, Martha menysté Jinny, qui, profundament ferida, li diu a Martha que la deixarà. Llavors Martha confessa a Jinny que tem què passarà un cop neixin els nadons i li prega a Jinny que es quedi amb ella.
Quan Janet llença els vol-au-vents cremats a la paperera, troba l'arma que Tom havia llençat i la porta amb ella, tancant-se al bany i amagant-hi la pistola. Deixa entrar l'April i parlen del que va passar. Li demana a April, que ha estat cínica durant tot el temps, que parli honestament amb ella. April li diu que està orgullosa dels seus èxits.
Gottfried intenta ajudar Tom i Bill, però la seva discussió augmenta quan Bill divaga sobre l'amor que comparteixen Marianne i ell. Tom li dona un cop de puny a la cara, deixant-lo estabaornit. Gottfried i Tom temen que Tom hagi matat Bill i intentin buscar ajuda als altres. Agafen Janet del bany, just quan començava a explicar un secret a l'April. Janet aconsegueix ressuscitar Bill, que la mira als ulls i li pregunta: "Com ha passat això?" En aquell moment, sona el timbre de la porta i tothom espera que sigui Marianne. Janet corre corrent cap al bany, agafa l'arma, corre a obrir la porta, apunta l'arma al visitant, que és invisible per al públic, i exclama: "Em vas dir que m'estimaves. A mi! Tu, traïdora!" abans que es torni a negre.

## Repartiment
- Kristin Scott Thomas - Janet, una política idealista
- Timothy Spall - Bill, marit de Janet, un professor materialista i ateu
- Patricia Clarkson - April, la millor amiga de Janet, realista i cínica
- Bruno Ganz - Gottfried, parella d'April, sanador pseudocientífic
- Cherry Jones - Martha, amiga de Janet, professora d'estudis femenins
- Emily Mortimer - Jinny, parella embarassada de Martha, una xef famosa
- Cillian Murphy - Tom, "in finance", el marit de Marianne, subordinada de Janet

## Estrena
El febrer de 2017, The Party va competir al Festival Internacional de Cinema de Berlín.
El maig de 2017, Picturehouse Entertainment i Roadside Attractions van adquirir els drets de distribució de la pel·lícula al Regne Unit i als Estats Units respectivament. La pel·lícula es va estrenar al Regne Unit el 13 d'octubre de 2017.

### Recepció crítica
The Party va rebre crítiques positives dels crítics. Té una qualificació d'aprovació crítica del 81% al lloc web agregador de revisions Rotten Tomatoes, basada en 150 ressenyes, amb una qualificació mitjana de 6,96/10. El consens crític del lloc web diu: "L'encant a l'antiga compleix amb l'enginy agut i la sàtira social moderna a The Party, una comèdia mordaç protagonitzada per una brillant actuació de Patricia Clarkson." A Metacritic, la pel·lícula té una valoració de 72 sobre 100, basat en 26 crítics, que indiquen "ressenyes generalment favorables". Peter Bradshaw de The Guardian va descriure la pel·lícula com a "observadora i intel·ligent" en la seva revisió.

### Premis i nominacions
The Party fou premiat amb el Premi Guild al 67è Festival Internacional de Cinema de Berlín (2017).